# Simone Loria
Pour les articles homonymes, voir Loria.
Simone Loria est un footballeur italien né le 28 octobre 1976 à Turin. Il évolue au poste de défenseur central.

## Clubs
- 1996-1997 : Olbia Calcio  Italie
- 1997-1999 : ASD Battipagliese  Italie
- 1999-2000 : AG Nocerina  Italie
- 2000-2002 : AC Citta di Lecco  Italie
- 2002-2005 : Cagliari Calcio  Italie
- 2005-2007 : Atalanta Bergame  Italie
- 2007-2008 : AC Sienne  Italie
- 2008-2011 : AS Rome  Italie
- 2009-2010 : Torino FC  Italie (prêt)
- 2011-2012 : Bologna  Italie
- février 2013 : AC Coni 1905  Italie

## Palmarès
- Champion d'Italie de D2 (Serie B) en 2006 l'Atalanta Bergame